# Zuzowy
Zuzowy – wieś w Polsce położona w województwie łódzkim, w powiecie radomszczańskim, w gminie Przedbórz.
W latach 1975–1998 miejscowość administracyjnie należała do województwa piotrkowskiego.
Wierni Kościoła rzymskokatolickiego należą do parafii św. Aleksego w Przedborzu.

## Położenie
Wieś rozciąga się wzdłuż drogi, liczy około 70 domów. Zuzowy położone są około 8 km od miasteczka Przedbórz.
We wsi znajduje się kościół rzymskokatolicki pod wezwaniem Najświętszej Marii Panny Królowej Polski. W wiosce jest też remiza Ochotniczej Straży Pożarnej, sklep spożywczy, tartak.

## Turystyka
Niedaleko wioski jest miejsce zwane Papiernią, gdzie znajdują się stawy hodowlane ryb, które są udostępniane wędkarzom.

## Historia
Jedna z legend związanych z wioską mówi o tym, że nazwa Zuzowy powstała z przekształcenia słów "żurawie", "żurawy" gdyż w dawnych czasach były to podmokłe tereny zamieszkane przez ptaki – żurawie.
W dwudziestoleciu międzywojennym funkcjonowała tu karczma żydowska.
Na końcu wsi obok drogi prowadzącej na Czermno znajduje się symboliczny grób Józefa Auguścika, żołnierza Batalionów Chłopskich zdradzonego i rozstrzelanego przez policję przedborską w 1943 roku.

## Osobistości związane z Zuzowami
Z miejscowości tej pochodzi Stanisław Dziuba, polski duchowny katolicki, paulin, biskup diecezji Umzimkulu w Południowej Afryce.